# Selbstbeschreibungsfähigkeit
Selbstbeschreibungsfähigkeit ist ein Gestaltungskriterium für die ergonomische Gestaltung der Benutzeroberfläche von Softwareprodukten. Das Kriterium gilt als erfüllt, wenn für den Anwender jederzeit offensichtlich ist, an welcher Stelle er sich befindet, welche Aktionen wie ausgeführt werden können und Hilfe zum jeweiligen Dialogschritt verfügbar ist.
Durch die Sicherstellung der Selbstbeschreibungsfähigkeit einer Website sind die Nutzer in der Lage, diese intuitiv richtig zu benutzen. Die Selbstbeschreibungsfähigkeit einer Webseite ist dann sichergestellt, wenn die 4 Punkte Orientierung, Beherrschbarkeit, Rückmeldung und Hilfestellung erfüllt sind.

## Kriterien
Orientierung:
Dem Nutzer müssen auf jeder Seite und während eines jeden Prozesses Orientierungspunkte angeboten werden, damit er jederzeit weiß, wo genau er sich befindet und/oder wie weit er von seinem eigentlichen Ziel entfernt ist. Zum Lösen dieses Problems finden Design Patterns Anwendung, wie: Breadcrumb, Progress und Steps Left.
Beherrschbarkeit
Für die Besucher einer Website müssen Navigationselemente klar durch deren Gestaltung zu erkennen sein. Des Weiteren muss für den Benutzer klar sein, wo ein Navigationselement einen hinführt. Erst wenn zielsicher navigiert werden kann, ist eine Seite für einen Nutzer steuer- und beherrschbar. Design Patterns zur Lösung wären hier: Top Navigation Bar und Left Navigation Bar.
Rückmeldung
Erhält der Besucher eine Rückmeldung über den Erfolg einer vorher durchgeführten Aktion, entsteht ein Gefühl von Sicherheit, welches für die Vertrauensbildung maßgeblich ist. Ein Design Pattern hierfür ist: Shopping Cart.
Hilfen
Komplexere Aufgaben sind besonders für unerfahrene Besucher schwer zu bewältigen. Solche Aufgaben sollten mit besonderen Hilfen oder einer Dokumentation des Systems unterstützt werden. Hierzu folgende Design Patterns: Hover Invitation, Tooltip Invitation.

## Europäische Norm
Selbstbeschreibungsfähigkeit wird in der DIN EN ISO 9241-110 Norm definiert: 
Wo immer erforderlich für den Benutzer, bietet das interaktive System angemessene Information an, die die Fähigkeiten des Systems und seine Nutzung unmittelbar offensichtlich machen, ohne dass hierzu unnötige Benutzer-System-Interaktionen erforderlich werden.